# فاصله بین دو خط موازی

## معادله و اثبات
از آنجا که این دو خط موازی هستند، طول پاره خط عمود بین آنها عددی ثابت است، بنابراین مهم نیست که کدام نقطه برای اندازه گیری فاصله انتخاب می شود. معادله دو خط موازی با یکدیگر که بر هم منطبق نیستند به این صورت است:
{\displaystyle y=mx+b_{1}\,}
{\displaystyle y=mx+b_{2}\,,}
فاصله بین دو خط، همان فاصله بین دو نقطه تلاقی این خطوط با خطی عمود بر این دو خط موازی است.
معادله خط عمود:
{\displaystyle y=-x/m\,.}
این فاصله را می توان ابتدا با حل دستگاه های خطی زیر:
{\displaystyle {\begin{cases}y=mx+b_{1}\\y=-x/m\,,\end{cases}}}
و سپس:
{\displaystyle {\begin{cases}y=mx+b_{2}\\y=-x/m\,,\end{cases}}}
پیدا کرد. با این کار مختصات نقاط تقاطع به دست می آید. به این صورت که پاسخ های به دست آمده از حل دستگاه ها، همان نقاط زیر هستند:
{\displaystyle \left(x_{1},y_{1}\right)\ =\left({\frac {-b_{1}m}{m^{2}+1}},{\frac {b_{1}}{m^{2}+1}}\right)\,,}
و:
{\displaystyle \left(x_{2},y_{2}\right)\ =\left({\frac {-b_{2}m}{m^{2}+1}},{\frac {b_{2}}{m^{2}+1}}\right)\,.}
فاصله بین نقاط به این شکل بیان میشود:
{\displaystyle d={\sqrt {\left({\frac {b_{1}m-b_{2}m}{m^{2}+1}}\right)^{2}+\left({\frac {b_{2}-b_{1}}{m^{2}+1}}\right)^{2}}}\,,}
که پس از ساده کردن به این عبارت خواهیم رسید:
{\displaystyle d={\frac {|b_{2}-b_{1}|}{\sqrt {m^{2}+1}}}\,.}
زمانی که معادله خطوط به صورت زیر ارائه شود:
{\displaystyle ax+by+c_{1}=0\,}
{\displaystyle ax+by+c_{2}=0,\,}
فاصله بین آنها می تواند به عنوان بیان شود:
{\displaystyle d={\frac {|c_{2}-c_{1}|}{\sqrt {a^{2}+b^{2}}}}.}

## همچنین ببینید
- Distance from a point to a line

## لینک های خارجی
- Florian Modler: Vektorprodukte، Abstandsaufgaben، Lagebeziehungen، Winkelberechnung – Wann welche Formel? ، ص 44-59 (آلمانی)
- ای جی هابسون: «فقط ریاضیات» - واحد شماره 8.5 - بردارها 5 (بردار معادلات خطوط مستقیم) ، ص 8-9